# Estherville (Iowa)
Estherville es una ciudad ubicada en el condado de Emmet en el estado estadounidense de Iowa. En el Censo de 2010 tenía una población de 6360 habitantes y una densidad poblacional de 461,32 personas por km².

## Geografía
Estherville se encuentra ubicada en las coordenadas 43°23′59″N 94°50′4″O / 43.39972, -94.83444. Según la Oficina del Censo de los Estados Unidos, Estherville tiene una superficie total de 13.79 km², de la cual 13.79 km² corresponden a tierra firme y (0%) 0 km² es agua.

## Demografía
Según el censo de 2010, había 6360 personas residiendo en Estherville. La densidad de población era de 461,32 hab./km². De los 6360 habitantes, Estherville estaba compuesto por el 90.55% blancos, el 0.79% eran afroamericanos, el 0.72% eran amerindios, el 0.57% eran asiáticos, el 0% eran isleños del Pacífico, el 5.44% eran de otras razas y el 1.93% pertenecían a dos o más razas. Del total de la población el 11.04% eran hispanos o latinos de cualquier raza.